# Josias von Heeringen
Josias von Heeringen (ur. 9 marca 1850 w Kassel, zm. 9 października 1926 w Berlinie Charlottenburgu) – niemiecki generał pułkownik, pruski minister wojny.

## Życiorys
W 1867 wstąpił do wojska, do 80 pułku fizylierów. W 1868 został porucznikiem. Walczył w wojnie francusko pruskiej (1870–1871). W 1874 został mianowany adiutantem pułku, a w latach 1876–1877 był adiutantem 62 Brygady Piechoty. W latach 1879–1886 służył w Sztabie Generalnym, a w 1887-1890 w Ministerstwie Wojny. W 1889 dowódca kompanii, w 1890 dowódca batalionu w 117 pułku piechoty. W 1892 szef oddziału w Wielkim Sztabie Generalnym, od 1898 dyrektor Oddziału Wojskowo-Administracyjnego w Ministerstwie Wojny. Od 1903 dowódca 22 Dywizji Piechoty, potem w 1906 dowódca 2 Korpusu Armijnego (KA). Od 19 sierpnia 1903 minister Wojny. W dniu 27 stycznia 1913 roku mianowany generałem pułkownikiem.
W dniu 2 sierpnia 1914 roku został dowódcą 7 Armii. podporządkowane mu były Oddział Alzacki (3 brygady Landwehry – ok. 20 tys. żołnierzy i 58 dział). Później jednocześnie dowodził lewym skrzydłem frontu niemieckiego na Zachodzie. 20 sierpnia razem z siłami 6 Armii odrzucił wojska francuskie w Alzacji w bitwie pod Mülhausen i zajął rejon Mülhausen. W końcu bitwy nad Marną 14 września 7 Korpus Rezerwowy i 15 Korpus Armijny z jego armii zakryły otwarty styk pomiędzy 1 i 2 Armiami. Pozostałe po bitwie siły korpusów zostały podporządkowane 6 Armii.
Po tym sukcesie otrzymał order Pour le Mérite, najwyższe wojskowe odznaczenie niemieckie za odwagę. Gratulacje złożył mu osobiście cesarz Wilhelm II. Po bitwie nad Marną jakiś czas dowodził środkową częścią frontu niemieckiego pozostając dowódcą 7 Armii. W czasie kampanii jesiennej 1915 w Szampanii na jego armię było nanoszone uderzenie wspomagające 5 Armii francuskiej. Od 28 sierpnia 1916 naczelny dowódca Obrony Wybrzeża. Tego dnia otrzymał liście dębu do orderu Pour le Mérite. Pozostał na tym stanowisku do 24 listopada 1918, kiedy to został skierowany do rezerwy.
Po demobilizacji był w Republice Weimarskiej przewodniczącym Imperialnego Związku Wojskowego.

## Odznaczenia
Odznaczenia grn. von Heeringen: 
- Order Orła Czarnego z łańcuchem (Prusy)
- Order Królewski Korony I klasy (Prusy)
- Order Pour le Mérite z liśćmi dębu (Prusy)[2]
- Krzyż Żelazny II klasy
- Odznaka za Służbę Wojskową
- Krzyż Wielki Orderu Bertholda I (Badenia)
- Komandor II klasy Orderu Lwa Zeryngeńskiego (Badenia)
- Krzyż Wielki Orderu Zasługi Wojskowej (Bawaria)
- Brązowy Medal Księcia Regenta Luitpolda na wstędze Medalu Jubileuszowego (Bawaria)
- Krzyż Wielki Orderu Zasługi Filipa Wspaniałomyślnego z koroną (Hesja)
- Krzyż Wielki Orderu Domowego Lippe (Lippe)
- Krzyż Wielki Order Korony Wendyjskiej w złocie (Meklemburgia)
- Krzyż Wielki Orderu Domowego i Zasługi Księcia Piotra Fryderyka Ludwika (Oldenburg)
- Order Korony Rucianej (Saksonia)
- Krzyż Wielki Orderu Alberta z gwiazdą (Saksonia)
- Krzyż Wielki Orderu Ernestyńskiego (Saksonia)
- Krzyż Zasługi I klasy (Schwazburg)
- Krzyż Zasługi I klasy (Waldeck)
- Krzyż Wielki Orderu Korony Wirtemberskiej (Wirtembergia)
- Komandor I klasy Orderu Fryderyka (Wirtembergia)
- Wielka Wstęga Orderu Leopolda (Belgia)
- Krzyż Wielki Orderu Świętego Aleksandra (Bułgaria)
- Wielka Wstęga Orderu Wschodzącego Słońca (Japonia)
- Złote Promienie ze Wstęgą Orderu Świętego Skarbu (Japonia)
- Komandor Orderu Świętych Maurycego i Łazarza (Włochy)
- Kawaler Krzyża Wielkiego Orderu Korony Włoch (Włochy)
- Krzyż Wielki Orderu Świętego Stefana (Austro-Węgry)
- Order Osmana I klasy (Imperium Osmańskie)